# Say Na Na Na
«Say Na Na Na» — пісня турецького співака Серхата, з якою він представляв Сан-Марино на конкурсі «Євробачення 2019». Пісня була написана у співавторстві Серхата і Мері Сьюзен Еплгейт.

## Євробачення
Серхат був оголошений представником Сан-Марино 21 січня 2019. Пісню випущено 7 березня 2019, але пісня просочилася до її офіційного випуску. Згодом пісню й музичне відео було випущено на офіційному каналі Євробачення на YouTube.
28 січня 2019 року було проведено жеребкування, яке помістило кожну країну в один із двох півфіналів, а також визначило у якій половині шоу вони виступатимуть. Сан-Марино було розміщено в другій половині першого півфіналі, який відбувся 14 травня 2019 року. Після того, як всі пісні для конкурсу 2019 року були випущені, порядок виконання півфіналів вирішувався виробниками шоу. Сан-Марино виступило 17-им та змогло увійти до десятки лідерів, тим самим пройшовши до гранд-фіналу, який відбувся 18 травня.
Таким чином, Сан-Марино вдруге за 10 років участі змогло кваліфікуватися до фіналу. Пісня посіла 19 місце з 77 балами, потрапивши у топ-10 за рішенням глядачів. Цей результат є найкращим станом на 2019 рік за всю історію участі країни на Євробаченні.

## Музичне відео
Музичний кліп для «Say Na Na Na» вийшов 7 березня 2019 року разом із піснею.

## Трек-лист
| Digital download | Digital download                                 | Digital download |
| #                | Назва                                            | Тривалість       |
| ---------------- | ------------------------------------------------ | ---------------- |
| 1.               | «Say Na Na Na»                                   | 2:58             |
| 2.               | «Say Na Na Na (Wideboys Radio Edit)»             | 2:58             |
| 3.               | «Say Na Na Na (Rico Bernasconi Radio Edit)»      | 3:10             |
| 4.               | «Say Na Na Na (Kon Cept Euro Remix)»             | 3:33             |
| 5.               | «Say Na Na Na (Mark Voss Radio Edit)»            | 2:57             |
| 6.               | «Say Na Na Na (Extended Version)»                | 4:55             |
| 7.               | «Say Na Na Na (Wideboys Feel the Rainbow Remix)» | 4:22             |
| 8.               | «Say Na Na Na (Rico Bernasconi Remix)»           | 5:22             |
| 9.               | «Say Na Na Na (Mark Voss Remix)»                 | 4:48             |
| 10.              | «Say Na Na Na (Instrumental)»                    | 2:59             |